# Yamparáez (kommunhuvudort)
Yamparáez är kommunhuvudort i Bolivia.   De ligger i provinsen Provincia Yamparáez och departementet Chuquisaca, i den centrala delen av landet, 23 km sydost om huvudstaden Sucre. Yamparáez ligger 3 096 meter över havet och antalet invånare är 903.
Terrängen runt Yamparáez är huvudsakligen kuperad, men den allra närmaste omgivningen är platt. Runt Yamparáez är det glesbefolkat, med 18 invånare per kvadratkilometer.. Det finns inga andra samhällen i närheten. 
Omgivningarna runt Yamparáez är i huvudsak ett öppet busklandskap.